# 云子

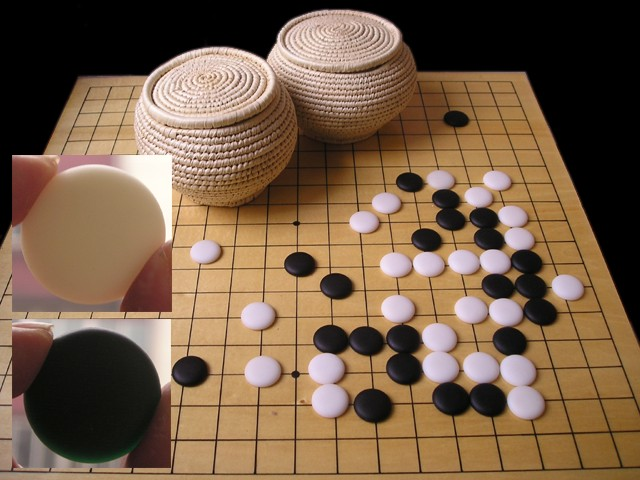
藤盒装的中国云子

云子是中国云南特产的围棋棋子，云子历史上也有“云扁”或“云窑子”的称呼。由于围棋艺术很讲究棋具的精美，云子得到了中、日、韩、马、新加坡等世界各地围棋爱好者的青睐。
云子质地细腻玉润，色泽晶莹柔和。坚而不脆，沉而不滑。黑白云子各有特点：白子温润如玉，柔而不透，微有淡黄或翠绿之色；黑子“仰视若碧玉，俯视若点漆”，漆黑润泽，对光查看则呈半透明状，棋子周边有一种的碧绿或宝蓝色光彩。
与常见的塑料围棋、玻璃围棋和陶瓷围棋相比，云子工艺精巧、大小规则，视觉感受、落盘声音和手感上有明显差别。

## 历史

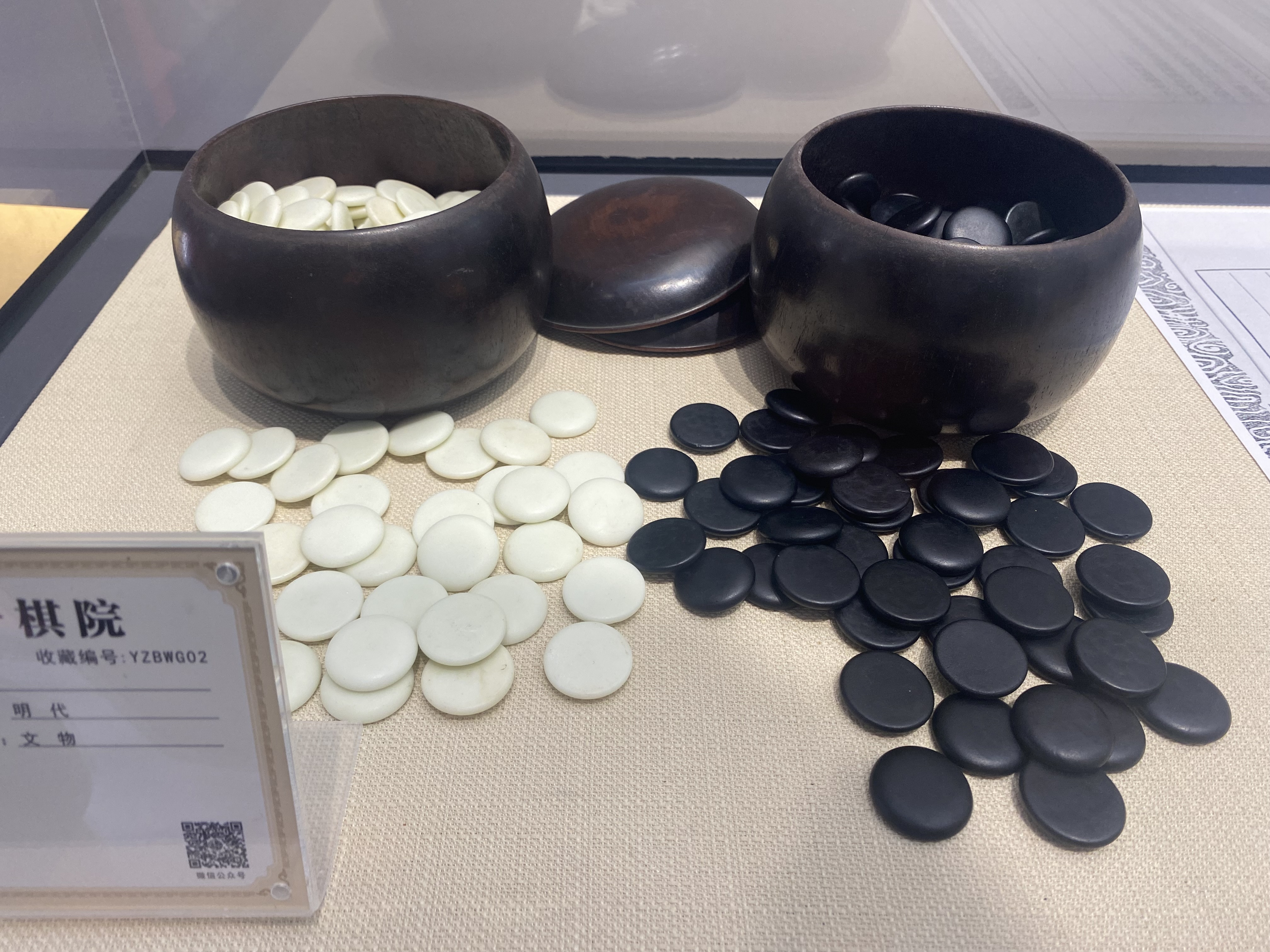
保山永子棋院藏明代永子

云子生产始于唐代、盛于明清，其中可考证的历史在五百年以上。
云子之中，最有名的是明代永昌府（现在的云南保山市）所产的“永昌子”。相传明代有位永昌人氏在京城保管珠宝玉器，在一次宫廷失火时，发现熔化的珠玉具有晶莹透亮的色彩。回到家乡之后，他就用云南盛产的玛瑙、琥珀等原料制成了永昌子。云子得到文人及显贵的欢迎，并成为进献皇室的贡品。
历代文献中，关于云子的赞美之词时常出现，且迄今未见毁誉之词。《明一统志》中说“永昌之棋甲天下”，《徐霞客游记》中记载：“棋子出云南，以永昌者为上”。清代赵吉士的《寄园寄所寄》引用《南中杂说》也有：“滇南皆作棋子，而以永昌为第一”。
保山城内有人至今仍藏有明代祖传古品。现存的正宗云子还留下一副半，历经数百年沧桑仍光彩毕现。

## 重现
云子的传统制作技术在民国初期失传。

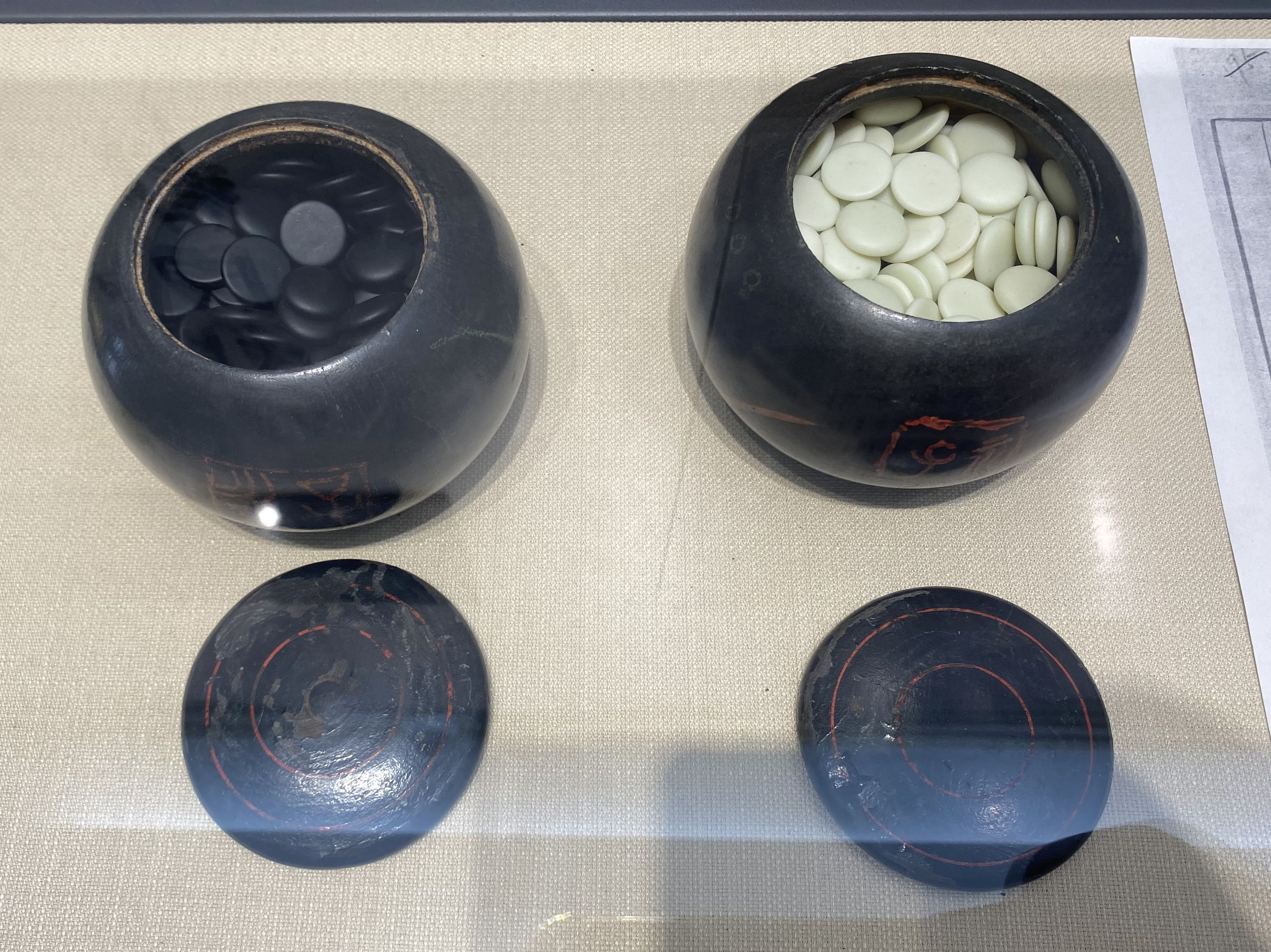
永子传人李学堂于二十世纪八十年代制作的永子，藏于保山永子棋院

1970年代中期，从民间搜集到几颗老云子。凭借残存的棋子，昆明经过无数试验，终于在1974年制成了质量完善的新云子。1980年春，昆明第十二中学校办工厂改名为云南围棋厂，生产 “云”字牌围棋，云子生产得以恢复。
随着加工技术的发展，云南已有多家围棋厂能够制作云子，围棋爱好者也有机会接触到原本贵为圣品的云子。

## 工艺
传说900多年前，吕洞宾来到永昌郡，在龙泉池畔的塔盘山下，见到一个孝敬母亲的穷苦农民。为了周济这个农民，吕洞宾就教他用当地盛产的玛瑙和琥珀锻造围棋子出售。从此云子传播于世。
云子属于琉璃的一种。据《永昌府志》、《滇南杂志》等史籍记载，云子系以玛瑙石、紫瑛石合研为粉，再加上红丹粉、硼砂等多种原料配合一起熔炼，然后用“长铁蘸其汗，滴以成棋”。云子的工艺精细复杂，其中配方、火候、点子的手艺都是影响质量的重要因素。最后，毛坯经过琢磨成为大小一致的成品。

## 其他
高档的围棋棋子包括中国的云子、玉石棋子、日本的蛤贝棋子等，其中云子的使用者最多。云子受到很多著名棋手的喜爱，如陈祖德、聂卫平等。云子也得到世界范围内围棋爱好者的喜爱，影响范围包括中国、日本、韩国、马来西亚、新加坡等许多地方。
云子多次成为中国各大围棋比赛的指定棋具，如中日围棋擂台赛、第九届世界业余围棋锦标赛、中日围棋对抗赛、全国围棋锦标赛、“陈毅杯”围棋赛等。1986年，云子被中国国家体委审定为重大比赛用棋。
云子也曾被中国政府作为“中国国礼”赠送给外国贵宾。日本前首相中曾根康弘、英国女王伊丽莎白二世都收到过这样的礼物。